# Jagdstaffel 4
Jagdstaffel 4 – Königlich Preußische Jagdstaffel Nr. 4 – Jasta 4 – jednostka lotnictwa niemieckiego Luftstreitkräfte z okresu I wojny światowej.

## Informacje ogólne
Jednostka została utworzona w Vaux (Mozela) w sierpniu 1916 roku, jako jedna z pierwszych 12 eskadra w pierwszym etapie reorganizacji lotnictwa niemieckiego z istniejącej tam jednostki lotniczej Kampfeinsitzerkommando Vaux (KEK Vaux). Organizację eskadry powierzono kapitanowi Rudolfowi Bertholdowi. Została zmobilizowana w dniu jej utworzenia.
Eskadra walczyła na najpierw na samolotach Halberstadt D.II, a później Albatros D.III, Albatros D.V, Fokker D.VII, Fokker Dr.I oraz Pfalz D.III.
Pierwsze zwycięstwo eskadry odniósł w dniu 6 września 1916 roku jej pierwszy dowódca Rudolph Berthold.
24 czerwca 1917 roku Jasta 4 wraz z Jagdstaffel 6, Jagdstaffel 10 i Jagdstaffel 11 weszła w skład większej jednostki taktycznej Jagdgeschwader I (JG1) dowodzonej przez Manfreda von Richthoffena zwanej Cyrkiem Richtoffena.
Jasta 4 w całym okresie wojny odniosła 192 zwycięstwa. W okresie od września 1916 do listopada 1918 roku jej straty wynosiły 11 zabitych w walce, 9 rannych oraz 2 w niewoli.
Łącznie przez jej personel przeszło 17 asów myśliwskich:
Ernst Udet (39), Kurt Wüsthoff (27), Hans Klein (16), Viktor Pressentin von Rautter (15), Wilhelm Frankl (11), Heinrich Drekmann (10), Kurt-Bertram von Döring (9), Egon Koepsch (9), Heinrich Maushake (6), Fritz Otto Bernert (6), Oskar von Boenigk (5), Hans Joachim Buddecke (3), Rudolf Berthold (2), Fritz Anders (1), Eugen Siempelkamp (1), Johannes Janzen, Gisbert Wilhelm Groos (1), Alfred Lenz, Hans-Georg von der Osten.

## Dowódcy Eskadry
| Stopień   | Nazwisko                      | Okres                   |
| --------- | ----------------------------- | ----------------------- |
| Porucznik | Rudolf Berthold               | 25.08.1916 – 01.09.1916 |
| Porucznik | Hans Joachim Buddecke         | 01.09.1916 – 14.12.1916 |
| Porucznik | Wilhelm Frankl                | 14.12.1916 – 8.04.1917  |
|           |                               | 8.04.1917 – 24.06.1917  |
| Porucznik | Kurt-Bertram von Döring       | 24.06.1917 – 06.07.1917 |
| Porucznik | Oskar von Boenigk             | 06.07.1917 – 25.07.1917 |
| Porucznik | Kurt-Bertram von Döring       | 25.07.1917 – 06.09.1917 |
| Porucznik | Oskar von Boenigk             | 06.09.1917 – 23.10.1917 |
| Porucznik | Kurt-Bertram von Döring       | 23.10.1917 – 12.12.1917 |
| Porucznik | Kurt Wüsthoff                 | 12.12.1917 – 20.12.1917 |
| Porucznik | Kurt-Bertram von Döring       | 20.12.1917 – 19.01.1918 |
| Porucznik | Kurt Wüsthoff                 | 19.01.1918 – 16.03.1918 |
| Porucznik | Hans-Georg von der Osten      | 16.03.1918 – 28.03.1918 |
| Porucznik | Johannes Janzen               | 28.03.1918 – 03.05.1918 |
| Porucznik | Viktor Pressentin von Rautter | 04.05.1918 – 20.05.1918 |
| Porucznik | Ernst Udet                    | 20.05.1918 – 14.08.1918 |
| Porucznik | Egon Koepsch                  | 14.08.1918 – 19.09.1918 |
| Porucznik | Ernst Udet                    | 19.09.1918 – 22.10.1918 |
| Porucznik | Heinrich Maushake             | 22.10.1918 – 3.11.1918  |
| Porucznik | Egon Koepsch                  | 03.11.1918 – 11.11.1918 |